# 健康传播

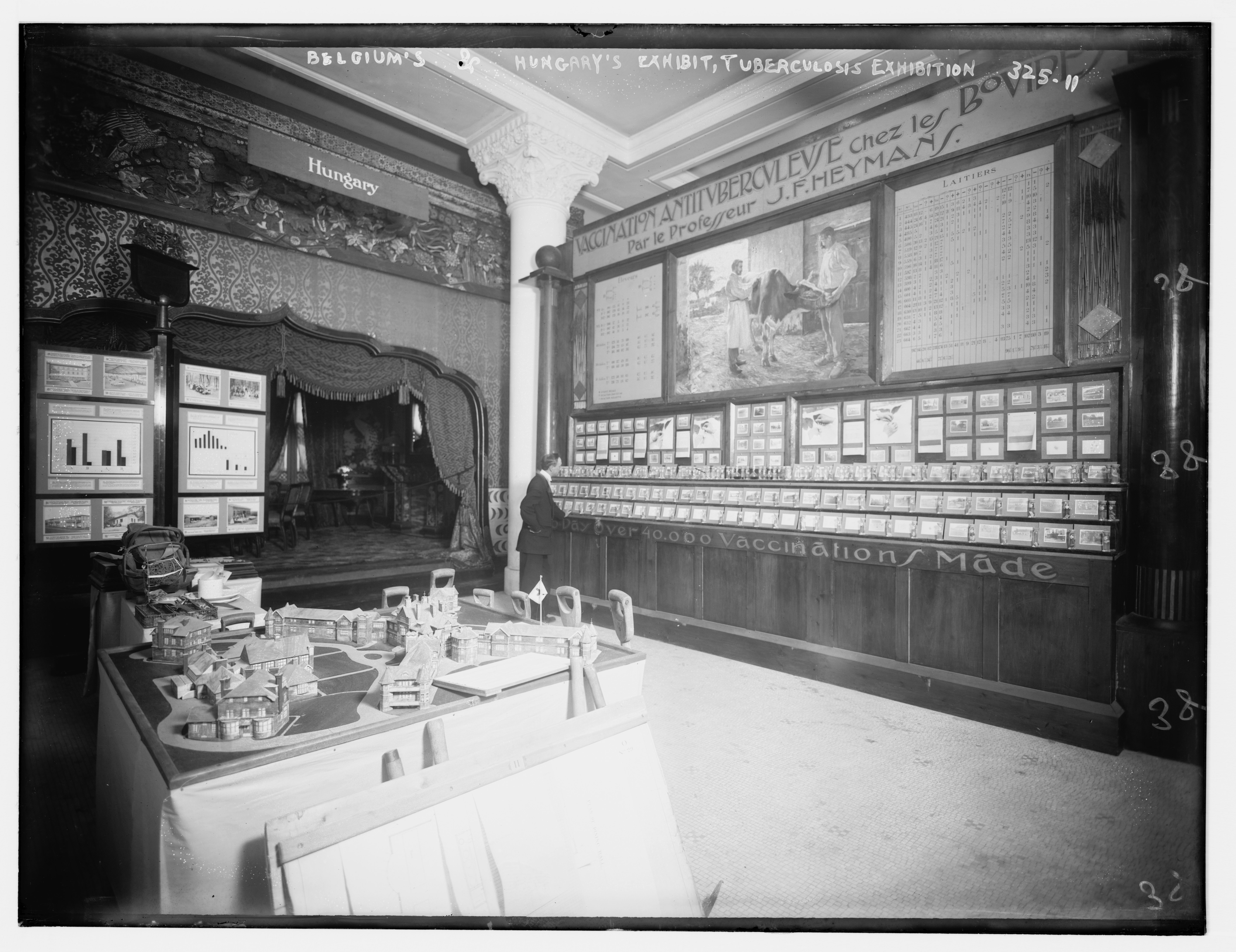
关于结核病的展览（比利时和匈牙利展厅）

健康传播（Health Communication），亦稱「公衛傳播」，是传播学與流行病學的一个分支和交集學門，為預防醫學的關鍵一環，通常需要用到大量的統計學和計量技術。以六個標準差的機率分布來預測新科技的市場滲透率，並成功提出創新傳播模型的知名美国学者 Everett Rogers，於1994年定義健康传播是設計或評估医学資訊演化成健康知识的動態過程，并透过态度與行为的改变來降低疾病的罹患率和死亡率、以有效提高社区或国家的生活品質和公衛水准。健康傳播的範疇广泛，但大體上可概分為幾個核心，包含成癮與濫用、医病关系、计划生育、戒癮行為（毒、菸、酒、暴力、不良習慣）、傳染疾病預防（如防疫策略、疫苗使用）、就診習慣和臨床決策（clinical decisions）、疾病污名（stigma）等内容。